# Red Bull RB16
El Red Bull RB16 fue un monoplaza de Fórmula 1 diseñado por Red Bull Racing para competir en la temporada 2020. El coche fue conducido inicialmente por Max Verstappen y por Alexander Albon. La unidad de potencia, el sistema de transmisión de ocho velocidades y el sistema de recuperación de energía fueron de Honda.

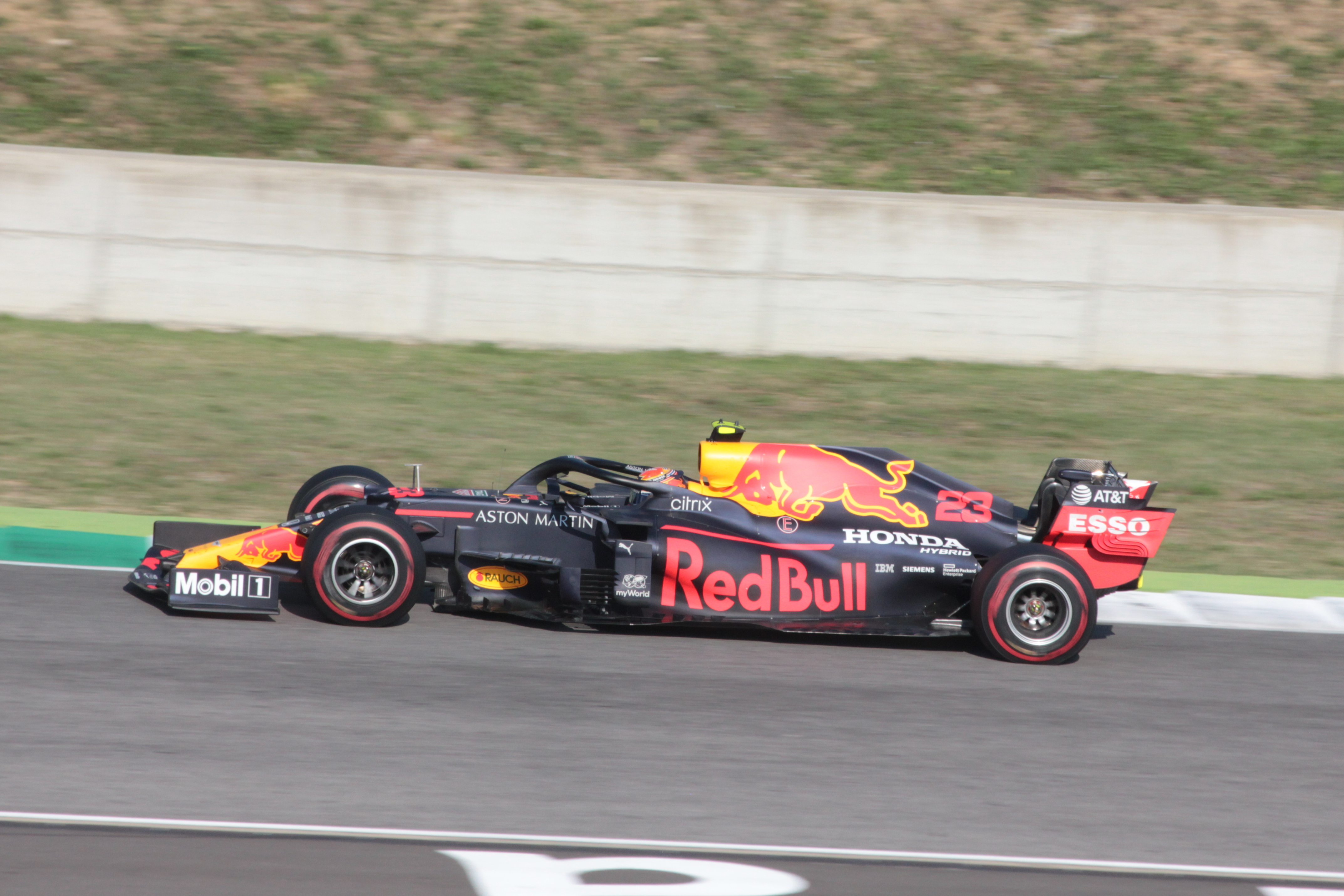
RB16 conducido por Alexander Albon en el Gran Premio de la Toscana de 2020.

Volvió a ser utilizado en la temporada 2021 bajo el nombre de Red Bull RB16B, y fue conducido por Sergio Pérez y Max Verstappen. Además fue el último monoplaza motorizado por Honda. El chasis fue presentado el 23 de febrero de 2021 en línea.

## Resultados
(Clave) (negrita indica pole position) (cursiva indica vuelta rápida)

| Año     | Motor                 | Neu. | N.º | Pilotos         | 1   | 2   | 3   | 4   | 5   | 6   | 7   | 8   | 9   | 10   | 11  | 12  | 13  | 14   | 15  | 16  | 17  | 18  | 19  | 20  | 21  | 22  | Puntos | Pos. |
| ------- | --------------------- | ---- | --- | --------------- | --- | --- | --- | --- | --- | --- | --- | --- | --- | ---- | --- | --- | --- | ---- | --- | --- | --- | --- | --- | --- | --- | --- | ------ | ---- |
| 2020    | Honda RA620H V6 Turbo | P    |     |                 | AUT | EST | HUN | GBR | 70A | ESP | BEL | ITA | TOS | RUS  | EIF | POR | EMI | TUR  | BHR | SAK | ABU |     |     |     |     |     | 319    | 2.º  |
| 2020    | Honda RA620H V6 Turbo | P    | 23  | Alexander Albon | 13† | 4   | 5   | 8   | 5   | 8   | 6   | 15  | 3   | 10   | Ret | 12  | 15  | 7    | 3   | 6   | 4   |     |     |     |     |     | 319    | 2.º  |
| 2020    | Honda RA620H V6 Turbo | P    | 33  | Max Verstappen  | Ret | 3   | 2   | 2   | 1   | 2   | 3   | Ret | Ret | 2    | 2   | 3   | Ret | 6    | 2   | Ret | 1   |     |     |     |     |     | 319    | 2.º  |
| 2021    | Honda RA621H V6 Turbo | P    |     |                 | BHR | EMI | POR | ESP | MON | AZE | FRA | EST | AUT | GBR  | HUN | BEL | NED | ITA  | RUS | TUR | USA | MEX | SÃO | QAT | ARA | ABU | 585.5  | 2.º  |
| 2021    | Honda RA621H V6 Turbo | P    | 11  | Sergio Pérez    | 5   | 11  | 4   | 5   | 4   | 1   | 3   | 4   | 6   | 16   | Ret | 19  | 8   | 5    | 9   | 3   | 3   | 3   | 4   | 4   | Ret | 15† | 585.5  | 2.º  |
| 2021    | Honda RA621H V6 Turbo | P    | 33  | Max Verstappen  | 2   | 1   | 2   | 2   | 1   | 18† | 1   | 1   | 1   | Ret1 | 9   | 1   | 1   | Ret2 | 2   | 2   | 1   | 1   | 2   | 2   | 2   | 1   | 585.5  | 2.º  |
| Fuente: |                       |      |     |                 |     |     |     |     |     |     |     |     |     |      |     |     |     |      |     |     |     |     |     |     |     |     |        |      |

### Citas
1. ↑  «Meet The RA621H». Honda (en inglés). Consultado el 25 de febrero de 2021.
2. ↑  Rencken, Dieter; Collantine, Keith (14 de octubre de 2020). «Red Bull will address current car problems in RB16B – Horner». RaceFans.net (en inglés). Consultado el 18 de diciembre de 2020.
3. ↑  «Perez to partner Verstappen at Red Bull in 2021, as Albon becomes reserve driver». Fórmula 1 (en inglés). Formula One World Championship Limited. 18 de diciembre de 2020. Consultado el 18 de diciembre de 2020.
4. ↑  «Honda to leave Formula 1 at the end of 2021». Fórmula 1 (en inglés). Formula One World Championship Limited. 2 de octubre de 2020. Consultado el 18 de diciembre de 2020.
5. ↑  Plaza, David (23 de febrero de 2021). «Así es el nuevo Red Bull RB16B de Verstappen y Sergio Pérez». Motor.es. Consultado el 23 de febrero de 2021.
6. ↑  «Red Bull RB16 • STATS F1». Consultado el 5 de julio de 2020.

- Datos: Q84475350
- Multimedia: Red Bull RB16 / Q84475350